# Bredemeyera sellowii
Bredemeyera sellowii là một loài thực vật có hoa trong họ Polygalaceae. Loài này được Hassk. mô tả khoa học đầu tiên năm 1864.